# Weiterswiller
Ne doit pas être confondu avec Weitersweiler.
Weiterswiller est une commune française située dans la circonscription administrative du Bas-Rhin et, depuis le 1er janvier 2021, dans le territoire de la Collectivité européenne d'Alsace, en région Grand Est.
Cette commune se trouve dans la région historique et culturelle d'Alsace et fait partie du parc naturel régional des Vosges du Nord.

## Géographie

### Localisation
La commune est à 3,5 km de Weinbourg, 3,6 de Neuwiller-lès-Saverne, 6,8 de Bouxwiller et 8,1 de La Petite-Pierre.
Le village est situé dans le sud et dans le piémont du massif des Vosges du Nord.

### Communes limitrophes
|                  | Sparsbach             | Weinbourg      |
| La Petite-Pierre | Weiterswiller         | Obersoultzbach |
|                  | Neuwiller-lès-Saverne | Bouxwiller     |

### Géologie et relief
Il est bordé à l'ouest par la forêt, dominé par le rocher du Pfannenfelsen (418 m). À l'est, il est entouré de prairies sur de petites collines avec des vergers et encore quelques restes de vignes au sud.
Hydrogéologie et climatologie
Système d’information pour la gestion des eaux souterraines du bassin Rhin-Meuse]
Territoire communal : Occupation du sol (Corinne Land Cover); Cours d'eau (BD Carthage),
Géologie : Carte géologique; Coupes géologiques et techniques,
Hydrogéologie : Masses d'eau souterraine; BD Lisa; Cartes piézométriques.

### Hydrographie

#### Réseau hydrographique
La commune est dans le bassin versant du Rhin au sein du bassin Rhin-Meuse. Elle est drainée par le ruisseau le Griesbaechel et le ruisseau le Soultzbach,.

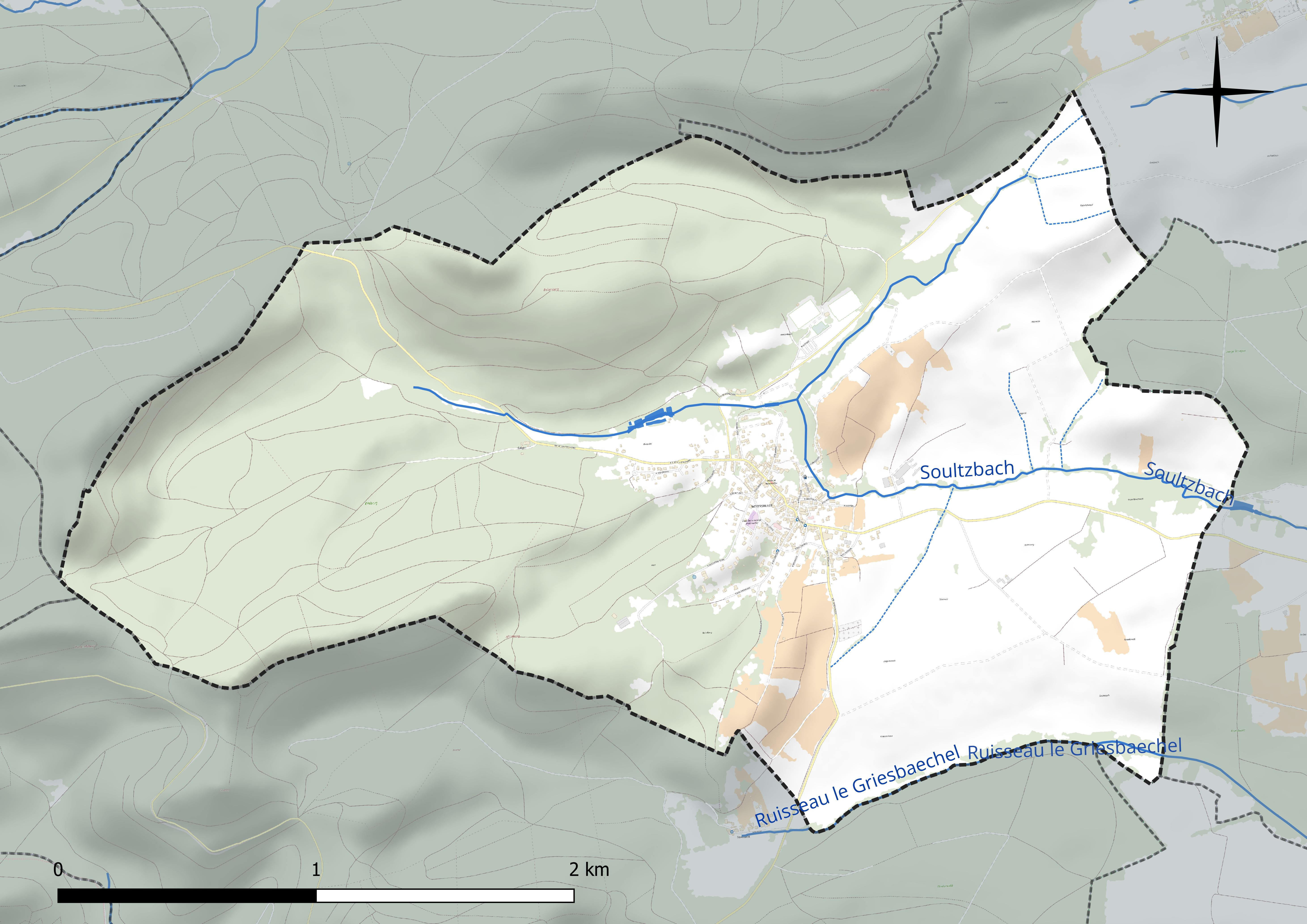
Réseau hydrographique de Weiterswiller.

#### Gestion et qualité des eaux
Le territoire communal est couvert par le schéma d'aménagement et de gestion des eaux (SAGE) « Moder ». Ce document de planification concerne le bassin versant de la Moder dont le territoire s'étend sur 1 720 km2. Le périmètre a été arrêté le 25 janvier 2006. La commission locale de l'eau a été créée le 12 juillet 2007, puis modifiée le 14 décembre 2021. La structure porteuse de l'élaboration et de la mise en œuvre est le Syndicat des eaux et de l’assainissement Alsace-Moselle (SDEA). 
La qualité des cours d’eau peut être consultée sur un site dédié géré par les agences de l’eau et l’Agence française pour la biodiversité. 

### Climat
Pour des articles plus généraux, voir Climat du Grand Est et Climat du Bas-Rhin.
En 2010, le climat de la commune est de type climat des marges montargnardes, selon une étude du Centre national de la recherche scientifique s'appuyant sur une série de données couvrant la période 1971-2000. En 2020, Météo-France publie une typologie des climats de la France métropolitaine dans laquelle la commune est exposée à un climat semi-continental et est dans la région climatique  Vosges, caractérisée par une pluviométrie très élevée (1 500 à 2 000 mm/an) en toutes saisons et un hiver rude (moins de 1 °C).
Pour la période 1971-2000, la température annuelle moyenne est de 10,1 °C, avec une amplitude thermique annuelle de 17,4 °C. Le cumul annuel moyen de précipitations est de 874 mm, avec 11,3 jours de précipitations en janvier et 10 jours en juillet. Pour la période 1991-2020, la température moyenne annuelle observée sur la station météorologique de Météo-France la plus proche, « Uhrwiller_sapc », sur la commune de Uhrwiller à 12 km à vol d'oiseau, est de 10,9 °C et le cumul annuel moyen de précipitations est de 740,0 mm. 
La température maximale relevée sur cette station est de 38,7 °C, atteinte le 7 août 2015 ; la température minimale est de −18 °C, atteinte le 20 décembre 2009,,.
Les paramètres climatiques de la commune ont été estimés pour le milieu du siècle (2041-2070) selon différents scénarios d'émission de gaz à effet de serre à partir des nouvelles projections climatiques de référence DRIAS-2020. Ils sont consultables sur un site dédié publié par Météo-France en novembre 2022.

## Urbanisme

### Typologie
Au 1er janvier 2024, Weiterswiller est catégorisée commune rurale à habitat dispersé, selon la nouvelle grille communale de densité à sept niveaux définie par l'Insee en 2022.
Elle est située hors unité urbaine et hors attraction des villes,.

### Occupation des sols
L'occupation des sols de la commune, telle qu'elle ressort de la base de données européenne d’occupation biophysique des sols Corine Land Cover (CLC), est marquée par l'importance des forêts et milieux semi-naturels (57,2 % en 2018), une proportion identique à celle de 1990 (57,2 %). La répartition détaillée en 2018 est la suivante : forêts (57,2 %), prairies (22,4 %), zones agricoles hétérogènes (8,2 %), cultures permanentes (5,3 %), zones urbanisées (4,6 %), terres arables (2,3 %). L'évolution de l’occupation des sols de la commune et de ses infrastructures peut être observée sur les différentes représentations cartographiques du territoire : la carte de Cassini (XVIIIe siècle), la carte d'état-major (1820-1866) et les cartes ou photos aériennes de l'IGN pour la période actuelle (1950 à aujourd'hui).

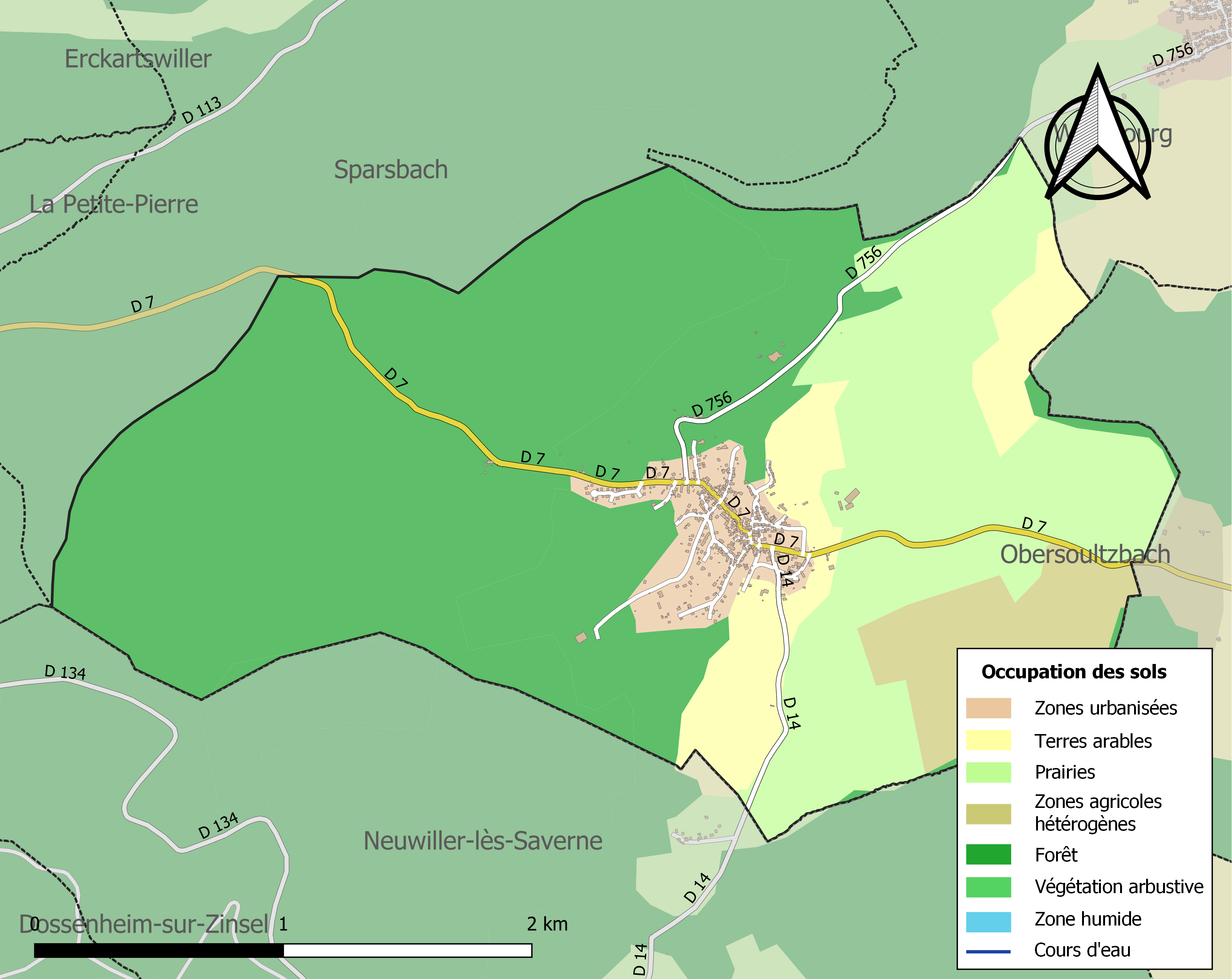
Carte des infrastructures et de l'occupation des sols de la commune en 2018 (CLC).

Commune couverte par le plan local d'urbanisme intercommunal (PLUi) de Hanau-La Petite Pierre, dont la dernière procédure a été approuvée le 08 novembre 2022.

### Risques naturels et technologiques
Commune située dans une zone 3 de sismicité modérée.

### Voies de communications et transports

#### Voies routières
- Le village est traversé d'ouest en est par la RD 7, qui est un axe qui permet de relier la Lorraine à l'Alsace via La Petite-Pierre (à 7 km) en direction de Haguenau (à 30 km). Saverne est à une distance de 16 km vers le sud.
- Autoroute A4 : Échangeurs Saverne, Phalsbourg, Hochfelden.
- Autoroute A340 : Échangeurs Brumath - Mommenheim, Haguenau, Wahlenheim.

#### Transports en commun
- Transports en Alsace.
- Fluo Grand Est.

#### Lignes SNCF

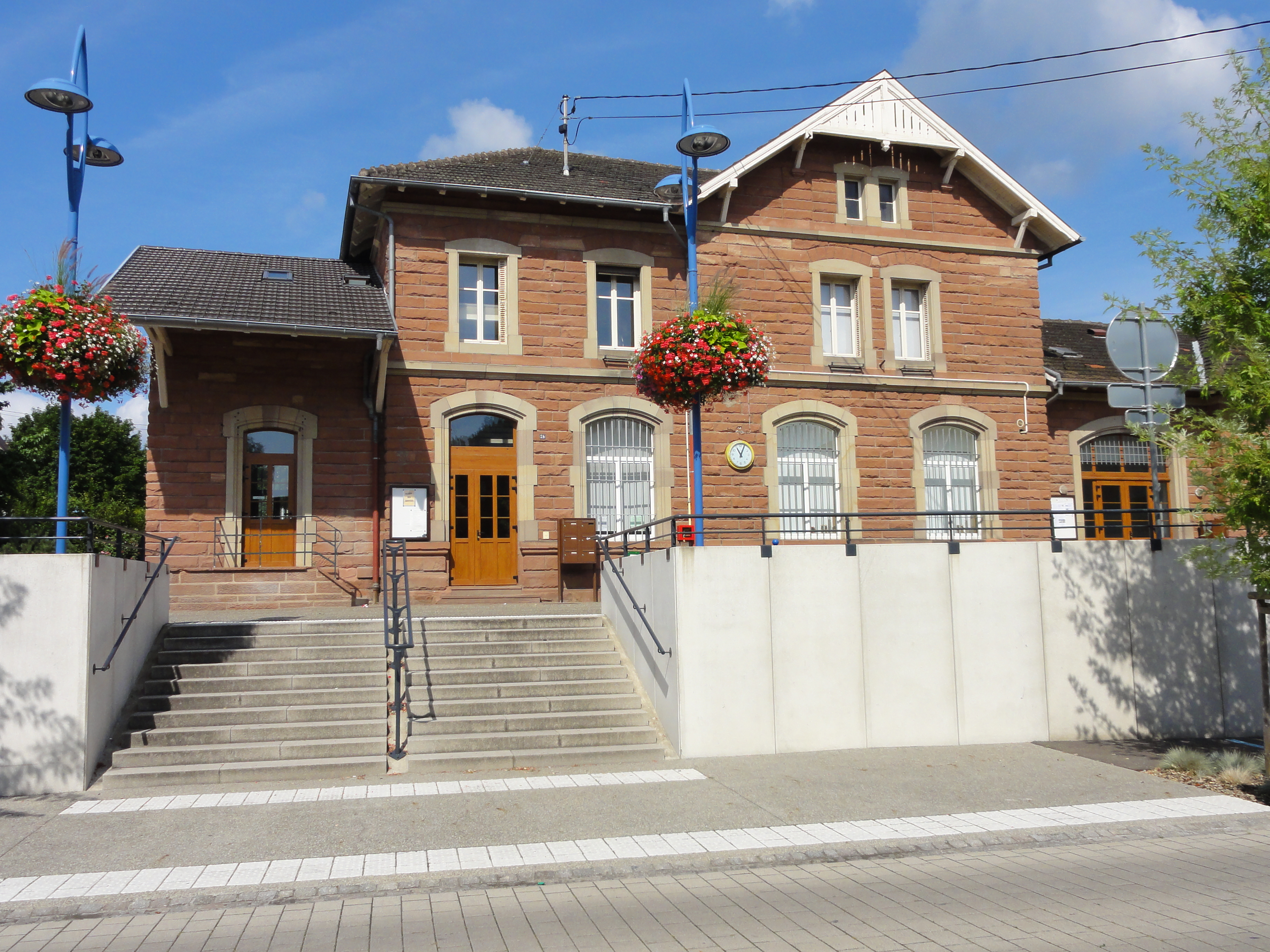
Gare d'Ingwiller.

- Gare d'Ingwiller
- Gare de Wingen-sur-Moder
- Gare d'Obermodern
- Gare de Steinbourg
- Gare de Saverne

## Histoire
L'ancienne église Saint-Michel est devenue lieu de culte mixte en 1543, puis uniquement protestante en 1874.
En 1573, les seigneurs de Fleckenstein dont dépend le village de Weiterswiller jusqu’en 1720, obtiennent de l’empereur Maximilien le privilège connu sous le nom de « Fleckensteiner Judenprivileg », c’est-à-dire le règlement de vie des juifs résidant dans le lieu sous le strict contrôle de l’administration seigneuriale.
La synagogue, construite selon les plans de l'architecte de l'arrondissement de Saverne, Louis Furst, fut inaugurée le 7 octobre 1868. Désaffectée en 1923, elle est vendue vers 1950.

## Politique et administration

### Découpage territorial

#### Commune et intercommunalités
La commune est membre de la communauté de communes de Hanau-La Petite Pierre.

### Budget et fiscalité 2023

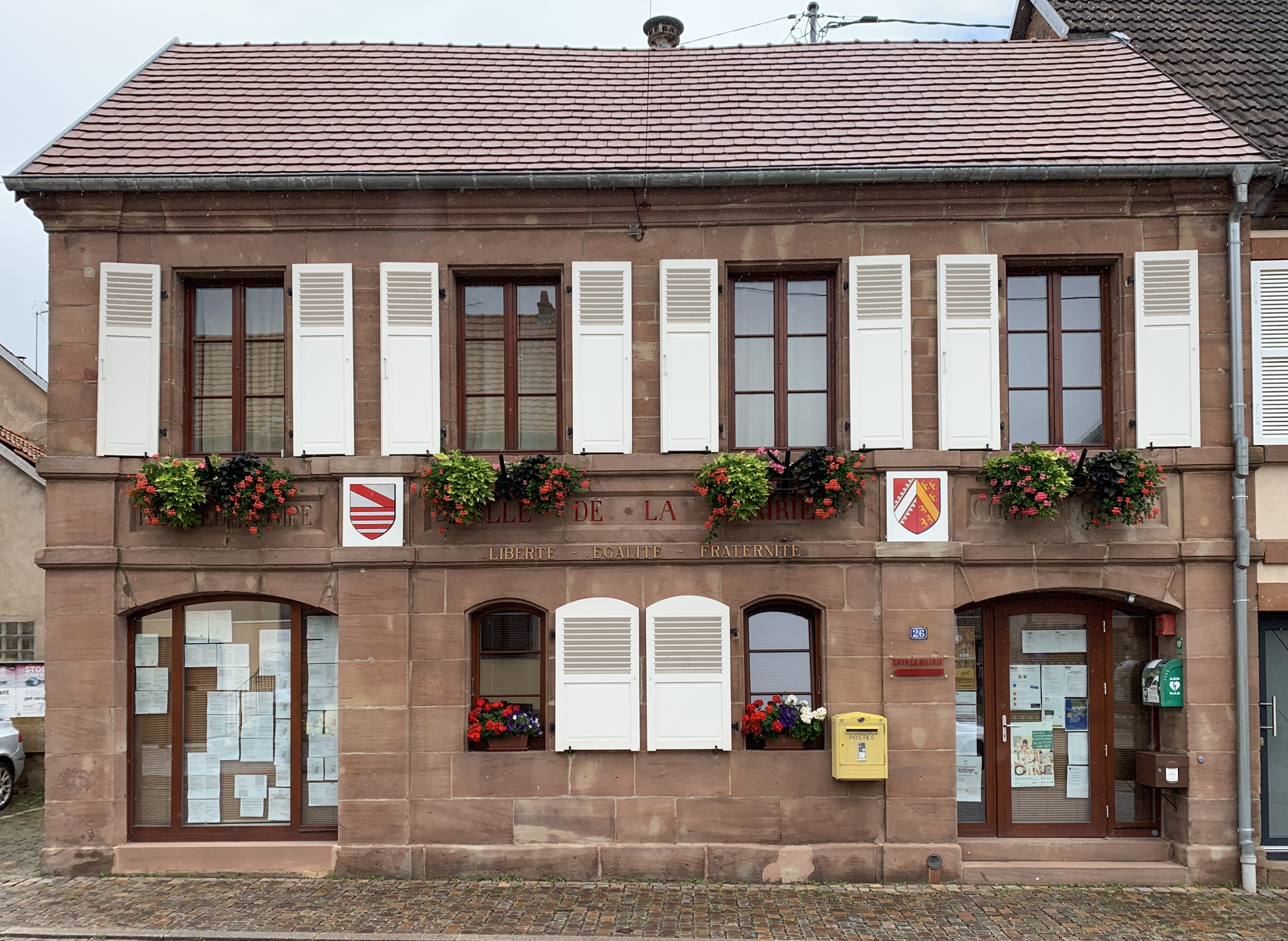
Mairie.

En 2023, le budget de la commune était constitué ainsi :
- total des produits de fonctionnement : 340 000 €, soit 643 € par habitant ;
- total des charges de fonctionnement : 240 000 €, soit 453 € par habitant ;
- total des ressources d'investissement : 199 000 €, soit 376 € par habitant ;
- total des emplois d'investissement : 293 000 €, soit 554 € par habitant ;
- endettement : 470 000 €, soit 888 € par habitant.

Avec les taux de fiscalité suivants :
- taxe d'habitation : 11,28 % ;
- taxe foncière sur les propriétés bâties : 30,58 % ;
- taxe foncière sur les propriétés non bâties : 66,06 % ;
- taxe additionnelle à la taxe foncière sur les propriétés non bâties : 0,00 % ;
- cotisation foncière des entreprises : 0,00 %.

Chiffres clés Revenus et pauvreté des ménages en 2021 : médiane en 2021 du revenu disponible, par unité de consommation : 24 330 €.

## Équipements et services publics

### Enseignement
Établissements d'enseignements : 
- Écoles maternelles et primaires à  Weiterswiller, Obersoultzbach, Weinbourg, Neuwiller-lès-Saverne, Niedersoultzbach.
- Collèges à Bouxwiller, Saverne, Ingwiller.
- Lycées à Bouxwiller, Saverne, Haguenau.

### Santé
Professionnels et établissements de santé :
- Médecins à Ingwiller, Dossenheim-sur-Zinsel, La Petite-Pierre.
- Pharmacies à Ingwiller, Neuwiller-lès-Saverne, La Petite-Pierre.
- Hôpitaux à Saverne, Haguenau, Strasbourg, Ingwiller, Niederbronn-les-Bains.

## Population et société

### Démographie

#### Pyramide des âges
L'évolution du nombre d'habitants est connue à travers les recensements de la population effectués dans la commune depuis 1793. Pour les communes de moins de 10 000 habitants, une enquête de recensement portant sur toute la population est réalisée tous les cinq ans, les populations de référence des années intermédiaires étant quant à elles estimées par interpolation ou extrapolation. Pour la commune, le premier recensement exhaustif entrant dans le cadre du nouveau dispositif a été réalisé en 2005.

En 2022, la commune comptait 515 habitants, en évolution de −1,72 % par rapport à 2016 (Bas-Rhin : +3,17 %, France hors Mayotte : +2,11 %).
| 1793 | 1800 | 1806 | 1821 | 1831 | 1836 | 1841 | 1846 | 1851 |
| ---- | ---- | ---- | ---- | ---- | ---- | ---- | ---- | ---- |
| 705  | 744  | 762  | 852  | 884  | 970  | 936  | 960  | 940  |

| 1856 | 1861 | 1866 | 1871 | 1875 | 1880 | 1885 | 1890 | 1895 |
| ---- | ---- | ---- | ---- | ---- | ---- | ---- | ---- | ---- |
| 877  | 898  | 836  | 943  | 888  | 929  | 934  | 858  | 831  |

| 1900 | 1905 | 1910 | 1921 | 1926 | 1931 | 1936 | 1946 | 1954 |
| ---- | ---- | ---- | ---- | ---- | ---- | ---- | ---- | ---- |
| 763  | 752  | 733  | 661  | 637  | 623  | 644  | 616  | 626  |

| 1962 | 1968 | 1975 | 1982 | 1990 | 1999 | 2005 | 2006 | 2010 |
| ---- | ---- | ---- | ---- | ---- | ---- | ---- | ---- | ---- |
| 573  | 543  | 564  | 540  | 540  | 543  | 572  | 570  | 571  |

| 2015 | 2020 | 2022 | - | - | - | - | - | - |
| ---- | ---- | ---- | - | - | - | - | - | - |
| 529  | 521  | 515  | - | - | - | - | - | - |

### Manifestations culturelles et festivités
- Le Messti est fêté le week-end de la Pentecôte (avec le chant du coucou).
- Depuis 2008, le village accueille le troisième dimanche d'août le Festival des vieilles mécaniques (en 2018, près de 500 véhicules exposés, environ 4000 visiteurs[35]).
- Le marché de Noël se tient dans les rues le premier dimanche de l'Avent.

### Cultes
- Culte catholique, communauté de paroisses "Les Prairies de la Zorn"[36], diocèse de Strasbourg.
- Culte protestant, "Les Paroisses des Cinq Clochers"[37].
- Retraites bouddhistes au monastère Ryumon ji (monastère zen Sōtō)[38].

## Économie

### Entreprises et commerces

#### Agriculture
- Élevage de vaches laitières.
- Élevage d'autres animaux.

#### Tourisme
- Hébergements et restauration à Weiterswiller, Neuwiller-lès-Saverne, Dossenheim-sur-Zinzel, Bouxwiller.

#### Commerces
- Commerces et services de proximité[39].

## Culture locale et patrimoine

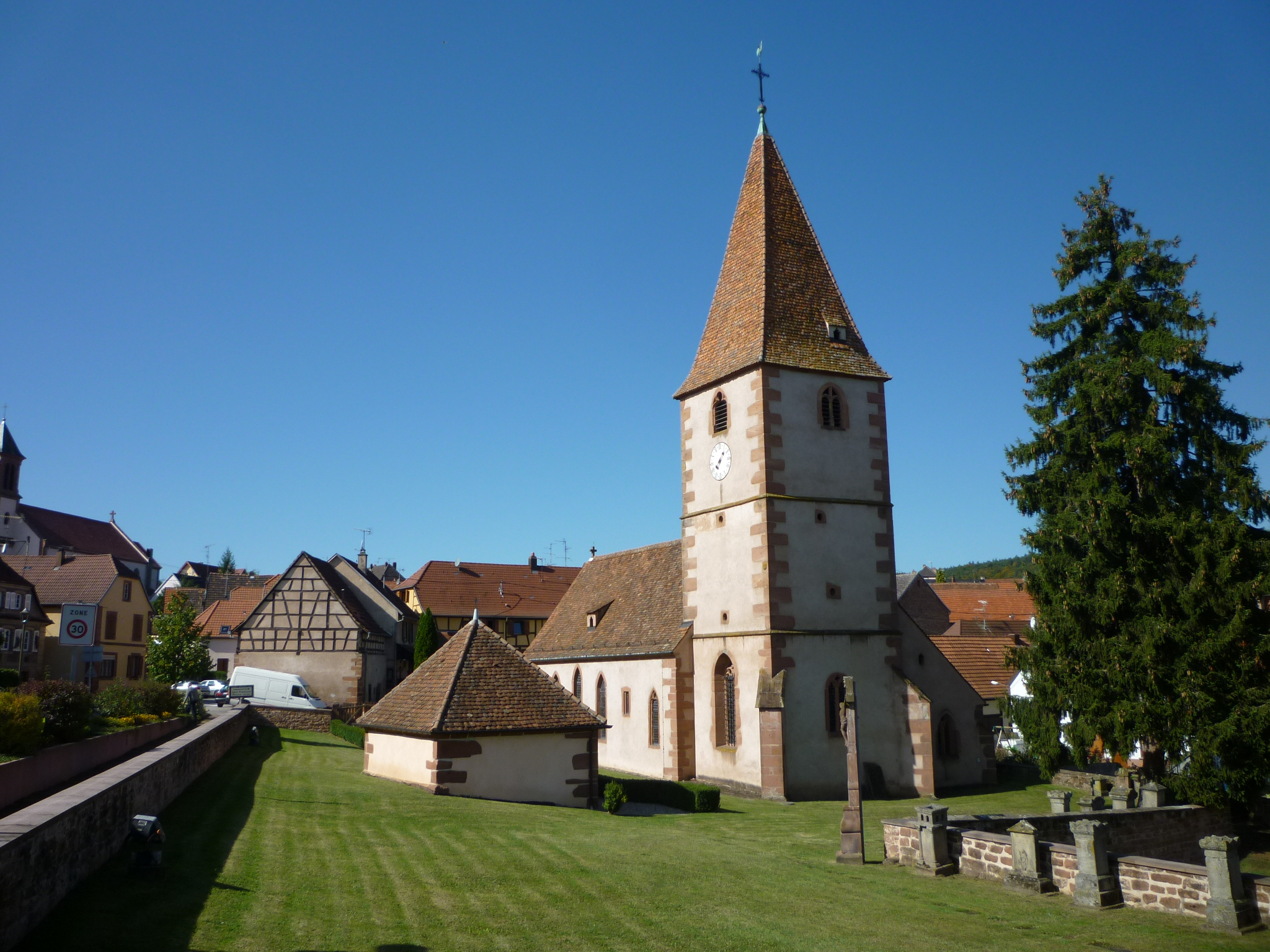
Église protestante.
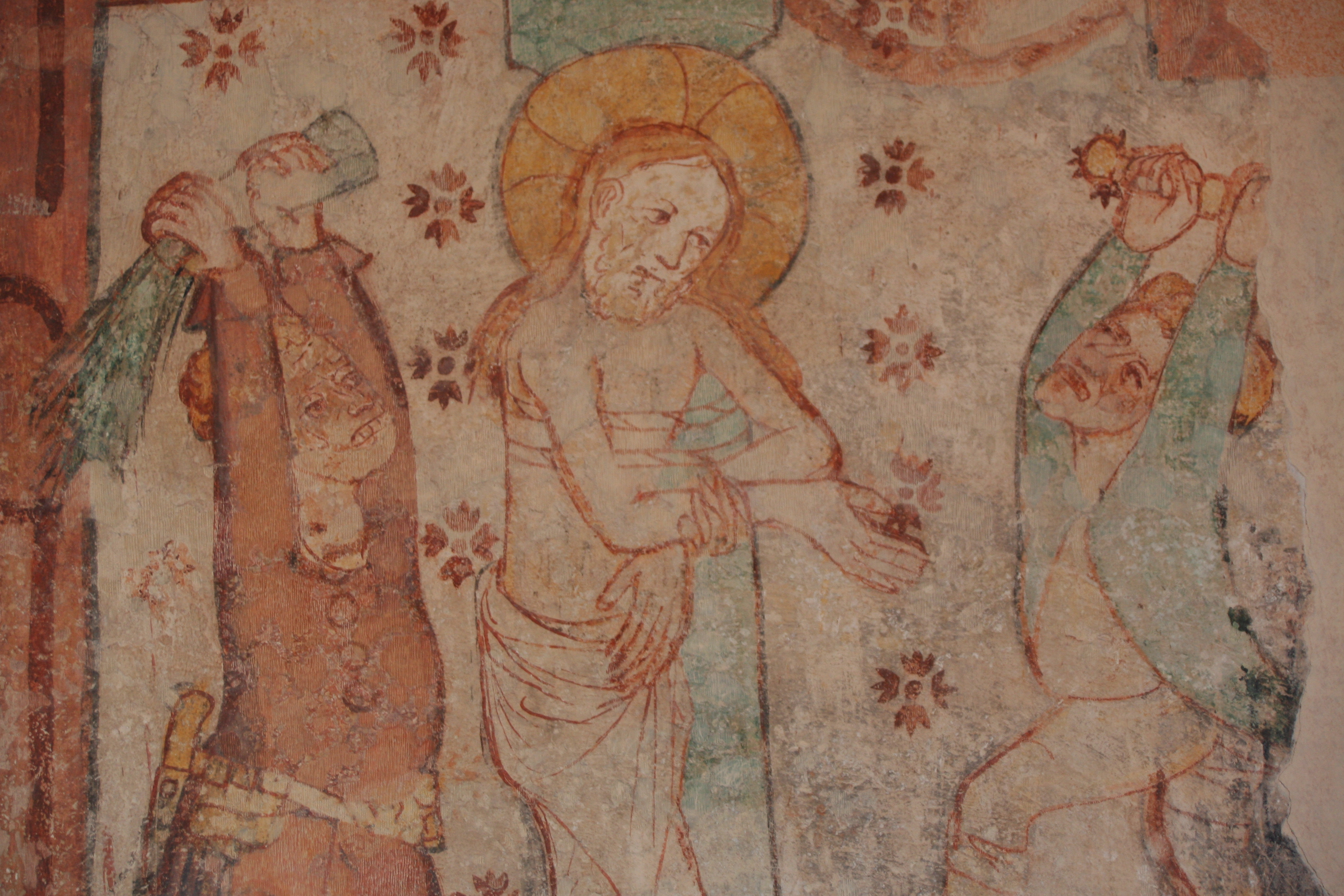
Fresque de l'église protestante.
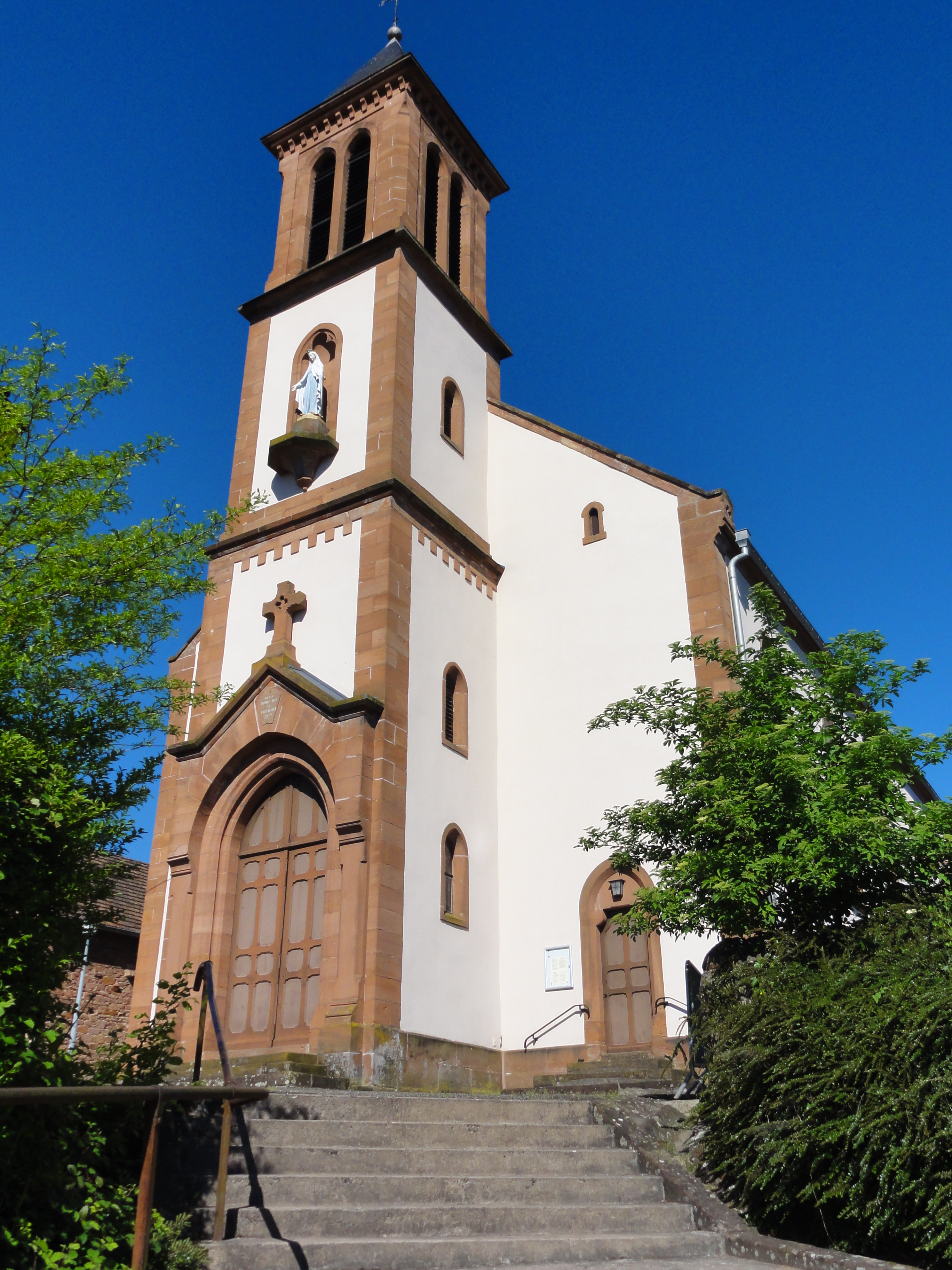
Église Saint-Michel.
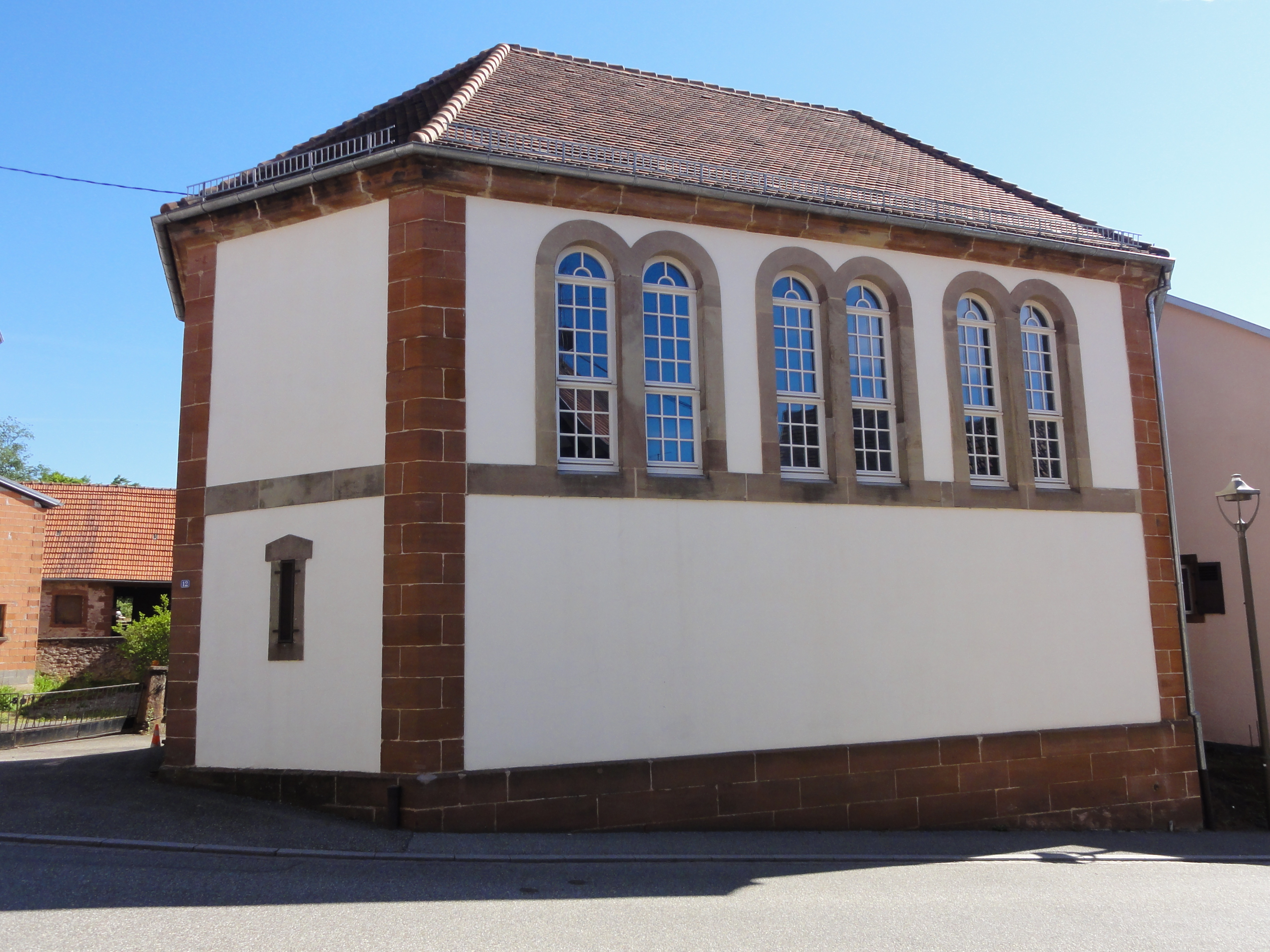
Ancienne synagogue.
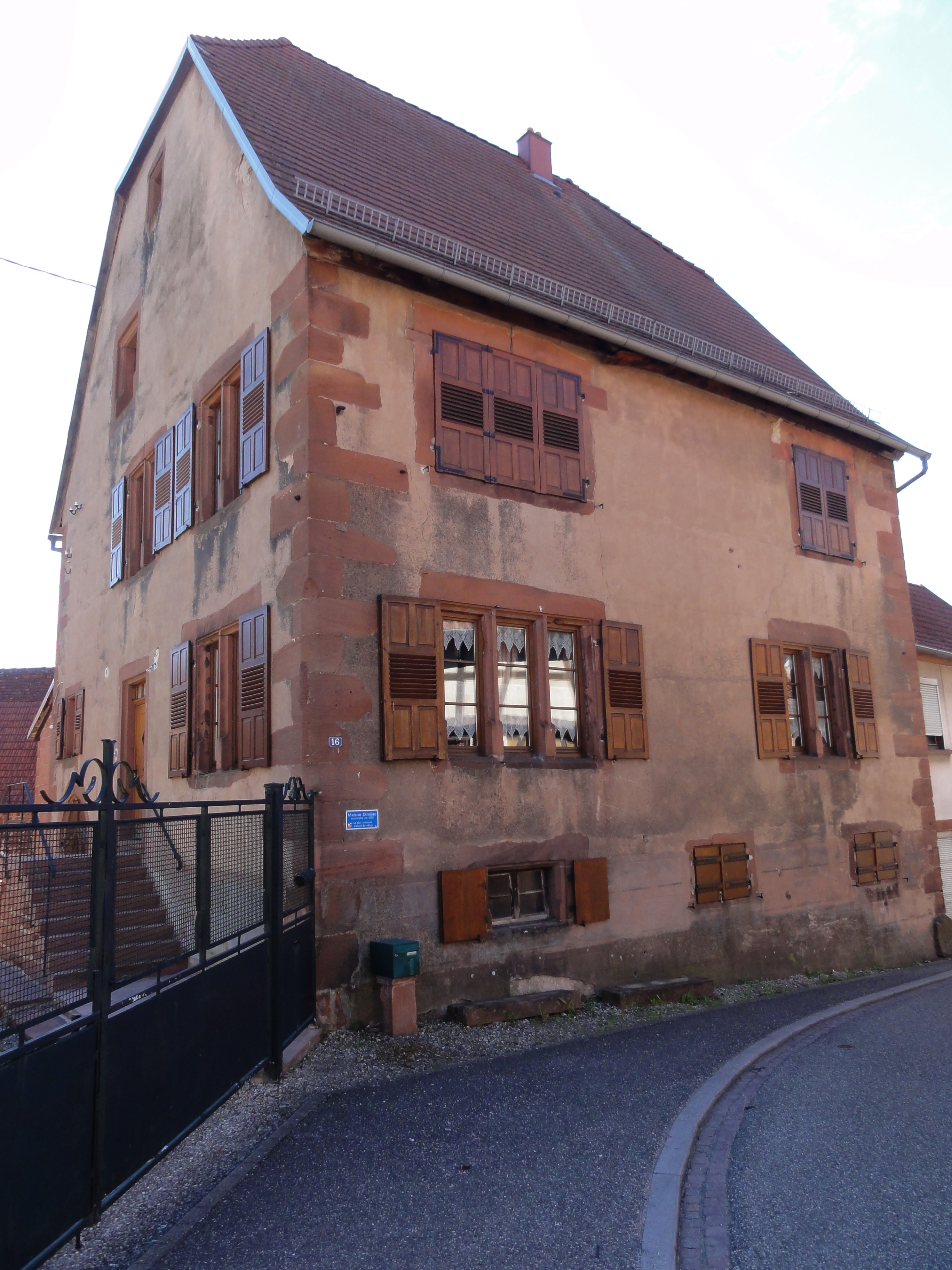
Maison aux dîmes du XVIe siècle.
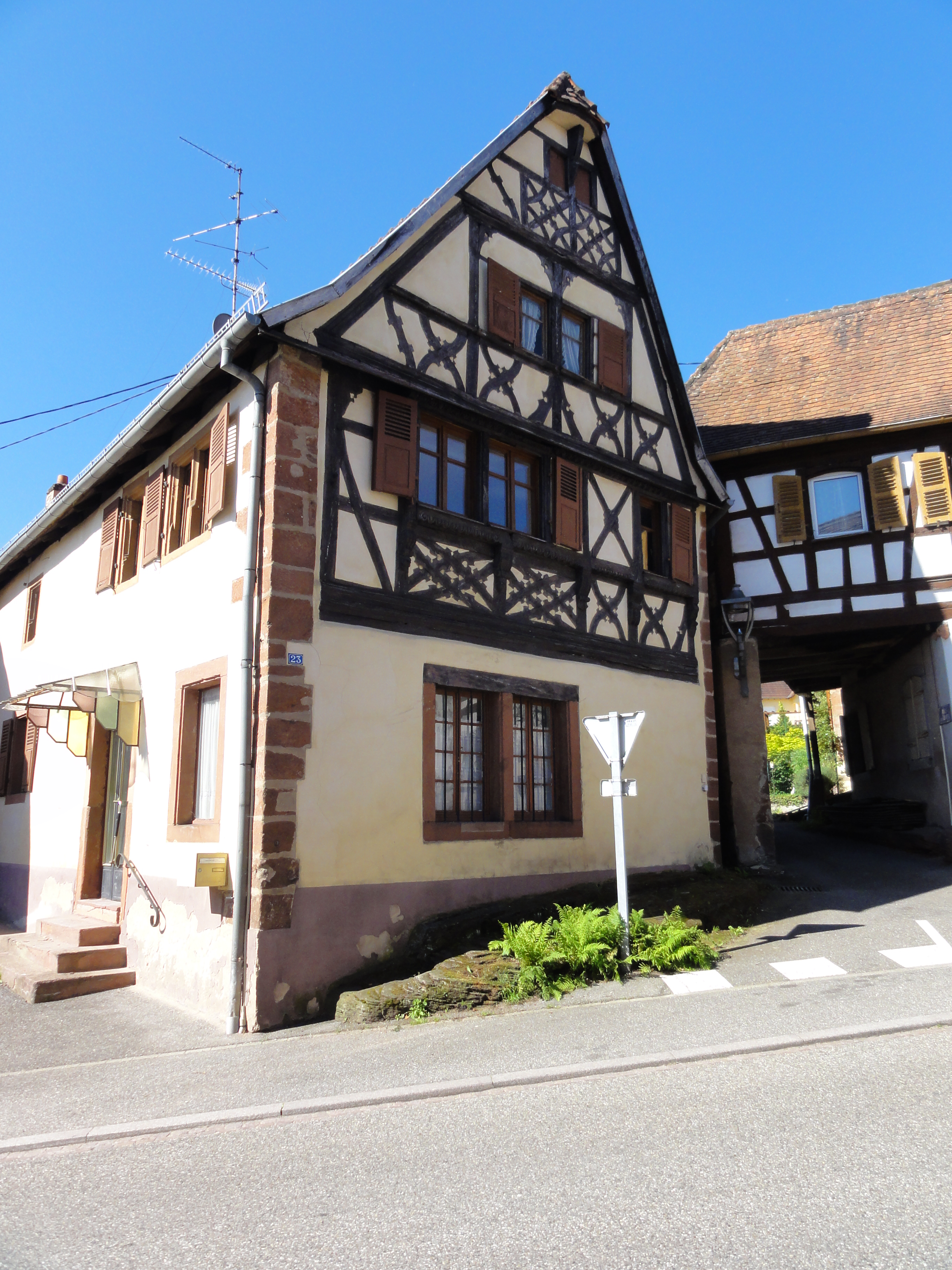
Maison du XVIIe siècle.
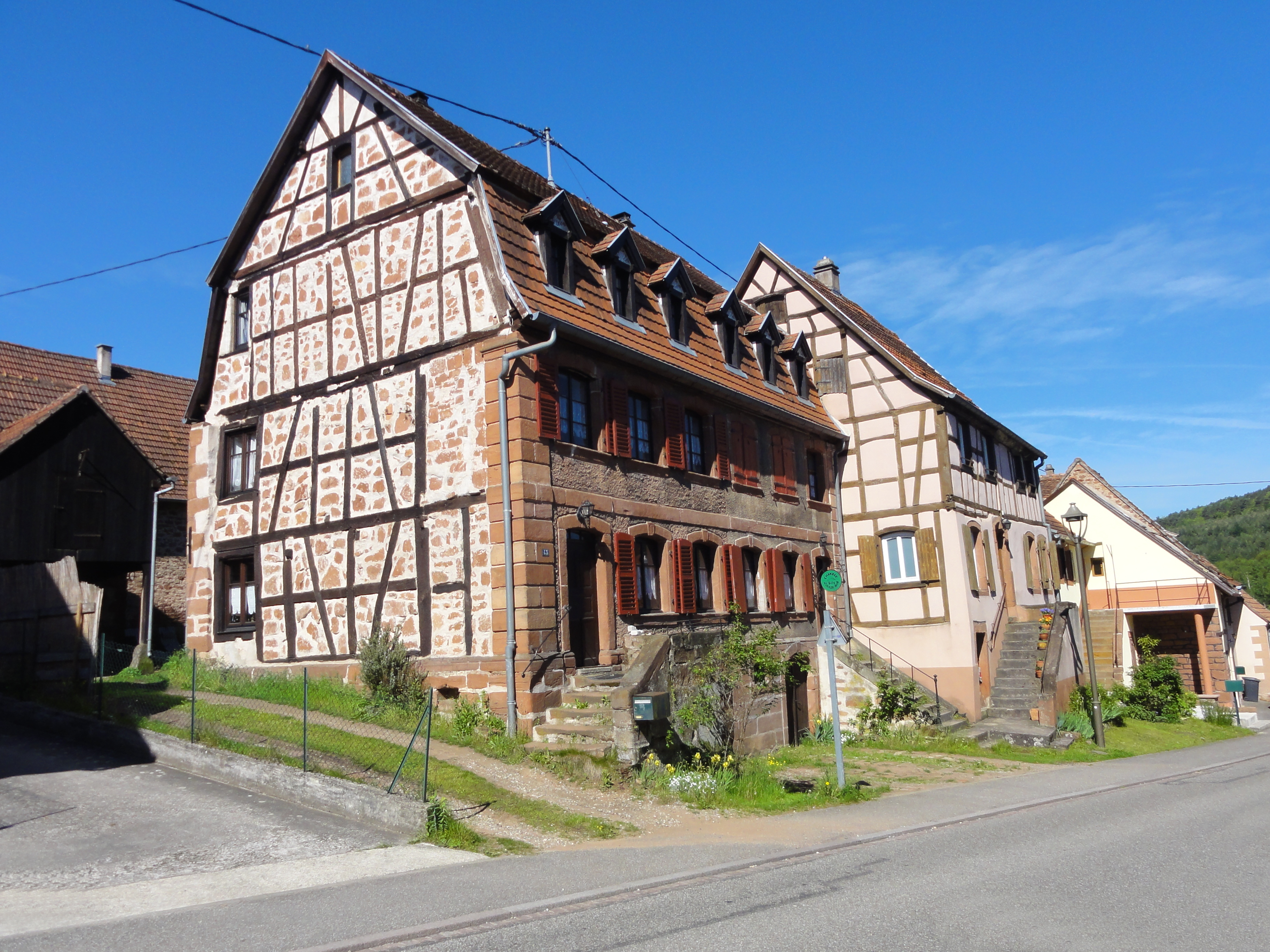
Maison du XVIIIe siècle.
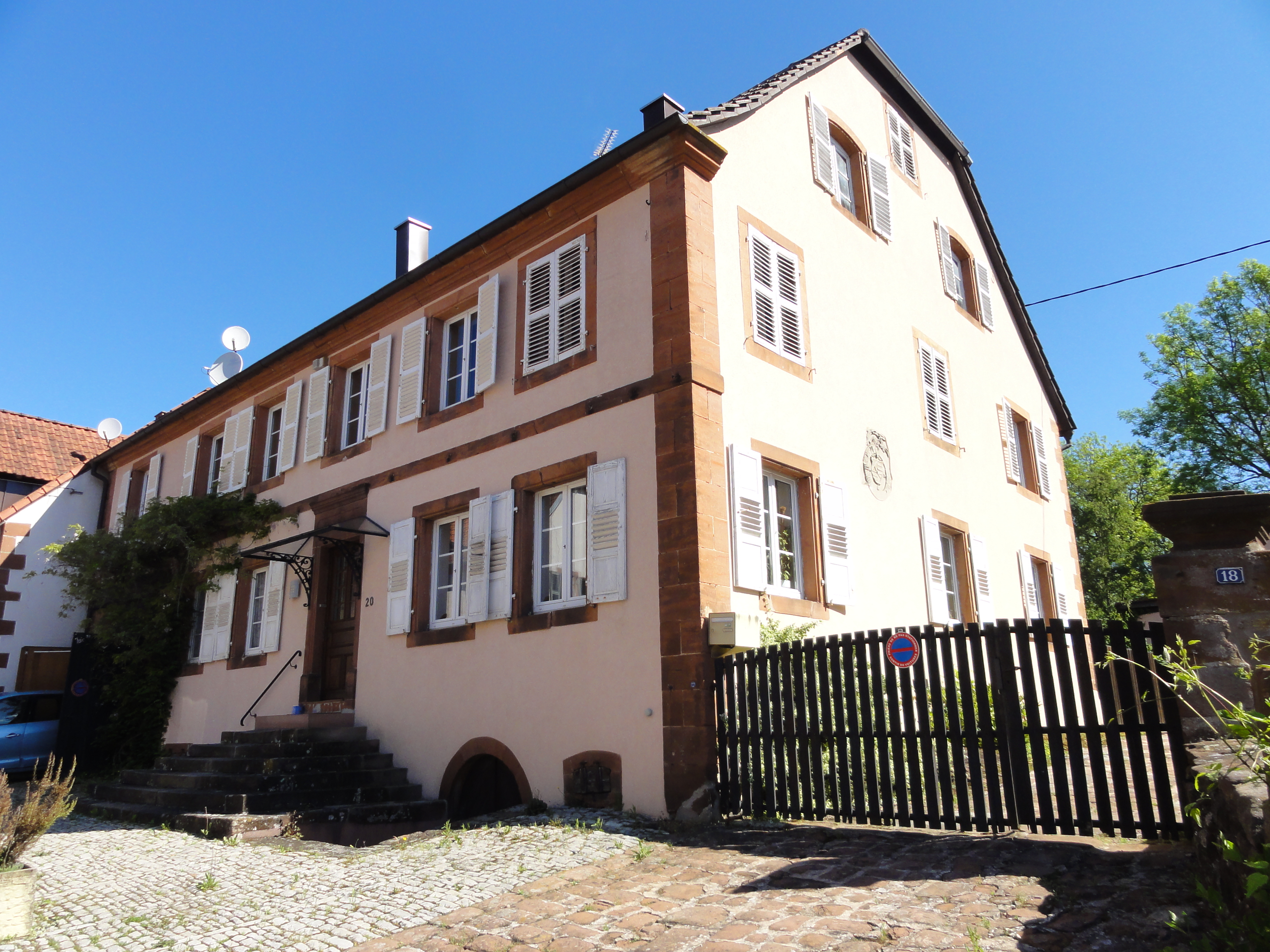
Maison du XIXe siècle à l'emplacement du château.

### Lieux et monuments
Patrimoine religieux :
- L'église protestante, classée au titre des monuments historiques[40].

Fresques du XVe siècle.
Horloge.
Chapelle ancien ossuaire,.
- L'église paroissiale Saint-Michel[45], construite sur un promontoire, inaugurée en 1872[46],

Orgue,, classé réalisé en 1712 par Rohrer pour l'église des franciscains de Haguenau et transformé par Rinkenbach en 1922,.
- Le cimetière[52].

Monument aux morts : conflits commémorés : Guerres 1914-1918 - 1939-1945 - AFN-Algérie (1954-1962).
- La synagogue inaugurée en 1868, désaffectée en 1923 et qui possédait une arche sainte[54], ensuite résidence puis lieu de culture[55].
- Le cimetière juif depuis 1824[56].
- La maison du Dâna, dojo, jardin zen, chapelle du monastère bouddhiste zen Sōtō  Ryumon ji[38].

Autres patrimoines :

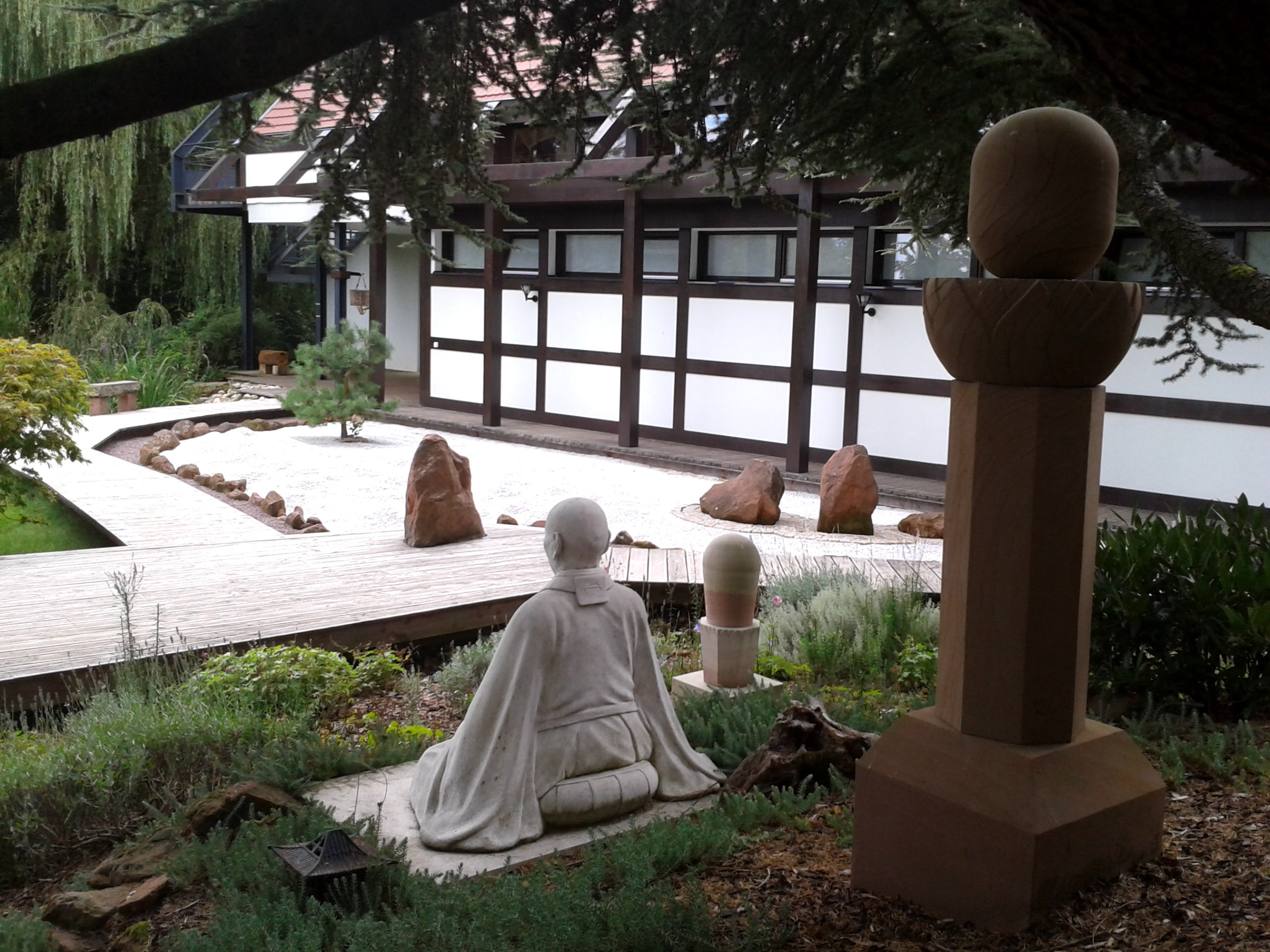
Sculpture du maître zen Taisen Deshimaru dans le jardin zen du temple Kosan Ryumonji.

- Une cupule dans le rocher du Pfannenfelsen.
- Les ruines du château, construit sur un escarpement rocheux par les seigneurs de Fleckenstein au XIVe siècle, vendu aux Deux-Ponts-Bitche en 1475, rétrocédé aux Rathsamhausen, puis à nouveau aux Fleckenstein au XVIe siècle. Le château est ruiné pendant la guerre de Trente Ans[58].
- Plusieurs maisons remarquables (maison aux dîmes du XVIe siècle[59], de boulanger du XVIIe siècle[60], de forgeron[61], de brasseur[62], de vignerons du XVIIIe siècle ou XIXe siècle[63],[64],[65], fermes du XVIIe au XIXe siècle[66],[67],[68].
- Un lavoir, transformé[69].

### Personnalités liées à la commune
- Georges Klein, spécialiste des arts populaires et traditions alsaciennes, a été instituteur de la commune[70].
- Louis Gerlinger (en), né à Weiterswiller en 1853, homme d'affaires dans les industries du chemin de fer et du bois dans l'État américain d'Oregon au début du XXe siècle.

### Héraldique
| Blason de Weiterswiller | Blason  | Coupé : au premier d'argent à la bande de gueules, au second de gueules aux trois fasces d'argent. |
| Blason de Weiterswiller | Détails | |